# Rhynchentedon
Rhynchentedon är ett släkte av steklar. Rhynchentedon ingår i familjen finglanssteklar.
Kladogram enligt Catalogue of Life:
| Rhynchentedon | \| \| Rhynchentedon achterbergi \| \| \| \| \| \| Rhynchentedon maximus \| \| \| \| \| \| Rhynchentedon narendrani \| \| \| \| |
|               | \| \| Rhynchentedon achterbergi \| \| \| \| \| \| Rhynchentedon maximus \| \| \| \| \| \| Rhynchentedon narendrani \| \| \| \| |
|               | Rhynchentedon achterbergi |
|               | |
|               | Rhynchentedon maximus |
|               | |
|               | Rhynchentedon narendrani |
|               | |